# Lucius Fairchild
Lucius Fairchild est un général américain de l'Union, un politique et un diplomate. Il est né le 27 décembre 1831 à Kent, anciennement Franklin Mills, dans l'Ohio et est décédé le 23 mai 1896 à Madison, dans le Wisconsin. Il est inhumé au cimetière Forest Hills à Madison.
Il est l'époux de Frances Bull et le frère du général Cassius Fairchild.

## Biographie
Lucius Fairchild est né dans l'Ohio mais ses parents déménagent de Cleveland à Madison en 1846. En 1849, il part en Californie à la recherche d'or et en revient en 1858. Il étudie alors le droit et est admis au barreau du Wisconsin en 1860.

### Guerre civile
Au début de la guerre, il est enrôlé comme soldat dans le 1er régiment d'infanterie du Wisconsin mais devient, en 1862, lieutenant-colonel, puis colonel avec le commandement du 2e régiment d'infanterie du Wisconsin qui fait partie de l'Iron Brigade. À la tête de son régiment, il participe à la seconde bataille de Bull Run, à la bataille d'Antietam et à celle de South Mountain ainsi qu'aux batailles de Fredericksburg et de Gettysburg où il perd un bras à la suite d'une blessure et est fait prisonnier. Il est promu au grade de général de brigade le 2 novembre 1863.

### Carrière politique
Après sa blessure, il est rendu à la vie civile et se lance dans une carrière politique qui le voit devenir secrétaire d'état du Wisconsin de 1864 à 1866, puis gouverneur du Wisconsin de 1866 à 1872. Pendant le tenure de son mandat, il réorganise le système de protection sociale du Wisconsin.
Après ses trois mandats, il est consul en Angleterre de 1872 à 1878, puis en France de 1878 à 1880 avant d'être nommé ministre des États-Unis en Espagne de 1880 à 1882.
Il rentre alors aux États-Unis et se présente au poste de sénateur en 1885 où il échoue. Peu de temps après, il est nommé commissaire aux affaires indiennes cherokees dans l'Oklahoma.
Il est également un membre actif de l'association des vétérans.